# Francisco Ochoa
Pour les articles homonymes, voir Francisco et Ochoa.
Francisco Ochoa est l'une des sept paroisses civiles de la municipalité de San Francisco dans l'État de Zulia au Venezuela. Sa capitale est Sierra Maestra.